# Sawabi

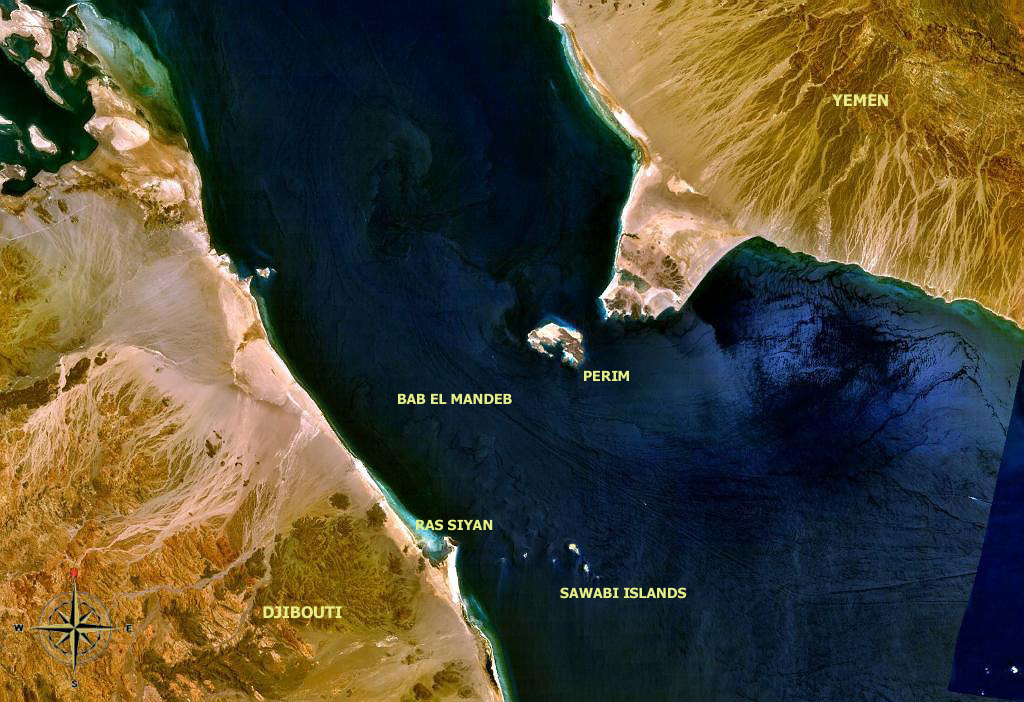
Khu vực eo biển Bab-el-Mandeb

Quần đảo Sawabi là một nhóm các đảo nhỏ thuộc lãnh thổ Djibouti, nằm ở ngoài khơi ven biển của khu vực sừng Châu Phi, trong đoạn Dact-el-Mayun của eo biển Bab-el-Mandeb, tọa độ địa lý trung bình khoảng 12°27′38″B 43°25′27″Đ / 12,4605556°B 43,4241667°Đ. Các đảo này cùng với Perim, có thể là những "hòn đá tảng" cho một hoặc nhiều cuộc di cư ra khỏi châu Phi của loài người trong thời kỳ tiền sử.